# Zdzisław Karpiński
Zdzisław Karpiński (ur. 22 września 1924 w Iwoniczu, zm. 20 lipca 2009 w Tarnowie) − pedagog, instruktor Związku Harcerstwa Polskiego, działacz Polskiego Towarzystwa Turystyczno-Krajoznawczego.
Zdzisław Karpiński urodził się w Iwoniczu, do Tarnowa przybył wraz z rodziną w 1939 roku. Podczas okupacji hitlerowskiej był członkiem Związku Walki Zbrojnej i żołnierzem Armii Krajowej. Z harcerstwem związał się już w latach przedwojennych, zaś po zakończeniu wojny został aktywnym instruktorem Związku Harcerstwa Polskiego. W latach 1959−1963 był Komendantem Hufca ZHP Tarnów-Miasto, poza tym pełnił w organizacji funkcje przewodniczącego Komisji Rewizyjnej Chorągwi Tarnowskiej i wiceprzewodniczącego Centralnej Komisji Rewizyjnej. Był również delegatem na VII Zjazd ZHP w 1981 roku.
Poza harcerstwem udzielał się aktywnie w Polskim Towarzystwie Turystyczno-Krajoznawczym. W latach 1975−1981 był prezesem Oddziału PTTK "Ziemi Tarnowskiej". Pełnił także funkcję członka Zarządu Wojewódzkiego PTTK. Jego działalność obejmowała między innymi tworzenie, opisywanie i znakowanie szlaków turystycznych w regionie i szkolenie przewodników turystycznych.
Zdzisław Karpiński był również radnym Miejskiej i Wojewódzkiej Rady Narodowej w Tarnowie. Został odznaczony między innymi Krzyżem Kawalerskim Orderu Odrodzenia Polski, Srebrnym i Złotym Krzyżem Zasługi oraz Krzyżem "Za Zasługi dla ZHP". Zmarł w Tarnowie 20 lipca 2009 roku i został pochowany na cmentarzu komunalnym w dzielnicy Krzyż.